# 13 buone ragioni
13 buone ragioni è un singolo del cantautore italiano Zucchero Fornaciari, pubblicato il 17 giugno 2016 come secondo estratto per il mercato italiano dal tredicesimo album in studio Black Cat.

## Descrizione
Estratto solo per il mercato italiano, il brano è stato presentato in anteprima dal vivo ai Wind Music Awards 2016, durante i quali il bluesman ha anche annunciato l'undicesima data all'Arena di Verona del Black Cat World Tour.

La canzone, prodotta da Don Was, fa parte del trittico di apertura di Black Cat dai toni rockeggianti e si apre con una citazione della marcia nuziale, in un voluto contrasto con il tema del testo. Quest'ultimo, allo stesso tempo divertente e irriverente, può essere direttamente spiegato con le parole del bluesman reggiano: 
(Zucchero)
In altre parole Zucchero, nel brano, elenca le tredici buone ragioni - le canzoni di Black Cat e gli album in studio fin qui pubblicati da Zucchero - per preferire una birra e un panino al salame a una donna come la sua ex moglie.

## Video musicale
Il videoclip, presentato nei secondi iniziali come il "Capitolo Due" (essendo il secondo brano di Black Cat nonché secondo singolo estratto), è stato girato dal regista Gaetano Morbioli presso il Campus Pub di Verona. Le atmosfere riprendono quelle del video di Partigiano reggiano, ma l'ambientazione è del tutto differente: non più un saloon del Far west, ma piuttosto un locale americano di periferia. La protagonista del video, del tutto somigliante ad Amy Winehouse, artista stimata da Zucchero, entra nel locale con il suo ragazzo (interpretato da Claudio Sona, poi tronista del programma televisivo Uomini e donne), ma comincia a farsi corteggiare da altre persone presenti.

## Tracce
1. 13 buone ragioni – 3:26 (Zucchero)